# Hamza Abdi Barre

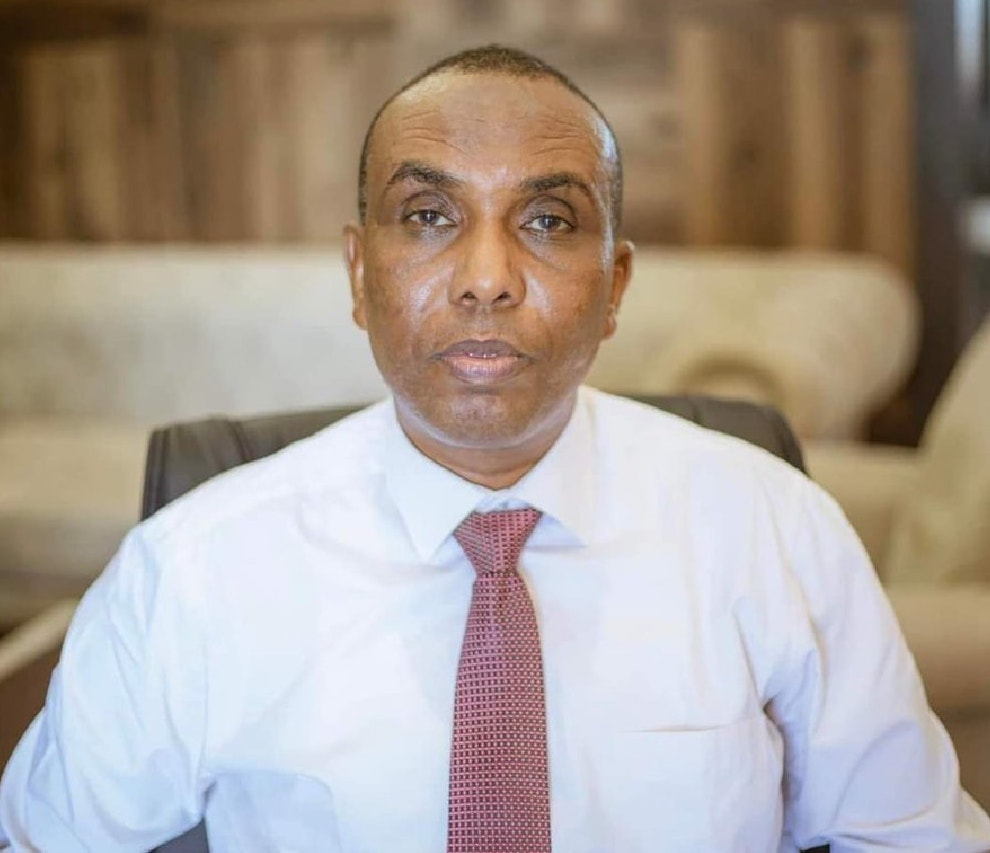
Hamza Abdi Barre (2022)

Hamza Abdi Barre (Somali Xamse Cabdi Barre; * 1973 oder 1974 in Kismaayo) ist ein somalischer Politiker, der derzeit als Premierminister der Bundesrepublik Somalia amtiert. Er wurde am 15. Juni 2022 von Präsident Hassan Sheikh Mohamud nominiert und am 25. Juni 2022 vom Parlament bestätigt. Hamza ist auch ein Abgeordneter, der am 28. Dezember 2021 in die Volkskammer (Unterhaus) des Bundesparlaments von Somalia gewählt wurde und den Wahlkreis Afmadow in Jubbada Dhexe vertritt. Er ist Mitglied der Union für Frieden und Entwicklung.

## Frühes Leben und Ausbildung
Hamza wurde in der Region Jubbada Dhexe als Angehöriger des Ogaden-Zweigs der Darod geboren. Er ist verheiratet und Vater von acht Kindern.
Hamza schloss seine Grundschulausbildung im Land ab und machte 2001 seinen Bachelor-Abschluss an der University of Science and Technology in Sanaa im Jemen. Von 2003 bis 2004 war Hamza geschäftsführender Direktor des Formal Private Education Network in Somalia (FPENS), einer Bildungseinrichtung in Mogadischu. Im August 2005 wurde Hamza Mitbegründer der Universität Kismayo in seiner Heimatstadt. Im Jahr 2009 erwarb Hamza seinen Master-Abschluss von der Internationalen Islamischen Universität Malaysia. Nach seinem Master-Abschluss und vor Beginn seiner politischen Laufbahn war Hamza viele Jahre als Pädagoge in Kismayo und Mogadischu tätig, unter anderem als leitender Dozent an der Universität Mogadischu.

## Politische Karriere
Barre ist seit langem Anhänger der Partei Union für Frieden und Entwicklung und bekleidete verschiedene Positionen in den Ämtern der Bundesregierung. Von 2014 bis 2015 war Barre der Verwaltungsberater des Gouverneurs der Region Banaadir und später des Bürgermeisters von Mogadischu, Hassan Mohamed Hussein. Barre war außerdem leitender Berater des Ministeriums für Verfassungsangelegenheiten und Föderalismus. Seine wichtigsten politischen Ämter, bevor er Premierminister wurde, waren das des Generalsekretärs der Union für Frieden und Entwicklung unter Präsident Mohamud von 2011 bis 2017 und das des Vorsitzenden der Wahlkommission von Jubbaland von 2019 bis 2020 unter Präsident Mohamed Abdullahi Mohamed. 2021 wurde er Parlamentsabgeordneter und seit dem 26. Juni 2022 ist Barre Premierminister von Somalia an der Seite von Präsident Mohamud, der genau einen Monat zuvor gewählt wurde.